# Bereznîkî, Iemilciîne
Bereznîkî (în ucraineană Березники) este localitatea de reședință a comunei Bereznîkî din raionul Iemilciîne, regiunea Jîtomîr, Ucraina.

## Demografie
Componența lingvistică a localității Bereznîkî
     Ucraineană (99,62%)
     Alte limbi (0,38%)
Conform recensământului din 2001, majoritatea populației localității Bereznîkî era vorbitoare de ucraineană (99,62%), existând în minoritate și vorbitori de alte limbi.